# إدغار ويند
إدغار ويند (بالألمانية: Edgar Wind)‏ هو مؤرخ فلسفة وأستاذ جامعي ألماني، ولد في 14 مايو 1900 في برلين في ألمانيا، وتوفي في 12 سبتمبر 1971 في لندن في المملكة المتحدة.